# Persönlicher Stab Reichsführer-SS

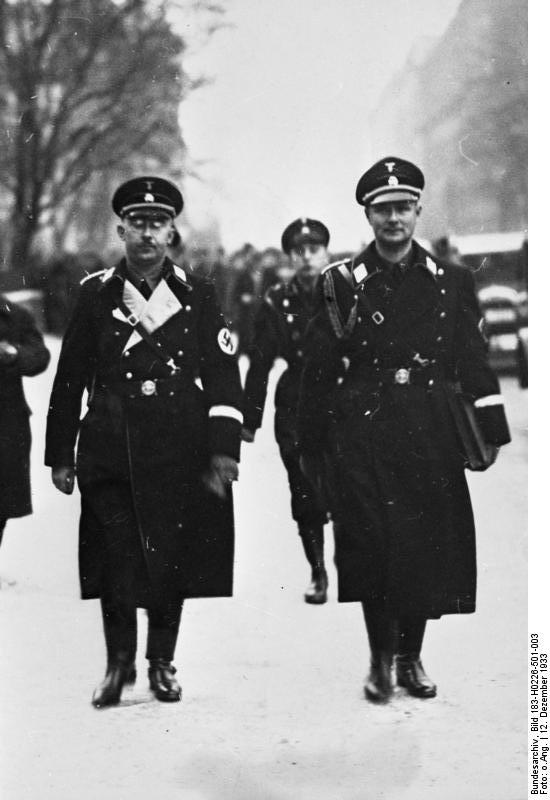
Heinrich Himmler, Reichsführer-SS, con su ayudante el SS-Oberführer Karl Wolff.

La Oficina de Personal del Líder de las SS (en alemán: Hauptamt Persönlicher Stab Reichsführer-SS) (HaPerStab) era la oficina principal de las SS que fue establecida en 1933 por Heinrich Himmler para servir como una entidad que coordinara las diversas actividades y proyectos subordinados al Reichsführer-SS.

## Operaciones
En 1933, Karl Wolff llamó la atención de Himmler, quien en junio de 1933 designó a Wolff su ayudante y lo nombró jefe de la oficina de su Estado Mayor personal. Himmler también nombró a Wolff Oficial de Enlace de las SS con Hitler. Wolff eventualmente se ascendería a SS-Obergruppenführer und General de las Waffen-SS. Como principal ayudante y asociado cercano a Himmler, las actividades diarias de Wolff implicaban supervisar el horario de Himmler y servir de enlace con otras oficinas y agencias de las SS. La oficina transmitía los deseos e intereses del Reichsführer a todas las sucursales, oficinas y unidades subordinadas dentro de la SS. También manejaba la correspondencia personal de Himmler y le otorgaba condecoraciones. Wolff manejó los asuntos de Himmler con el Partido Nazi, agencias estatales y personal. Tras el asesinato de Reinhard Heydrich en 1942, Wolff se enemistó con Himmler y fue reemplazado por el SS-Obergruppenführer Maximilian von Herff, que fue su jefe hasta el final de la guerra.

## Otras tareas
Himmler también estableció varios proyectos especiales bajo la autoridad de su oficina personal. Esto incluía al personal del castillo de Wewelsburg así como a la Ahnenerbe. Este equipo de expertos estaba interesado en la historia antropológica y cultural de la raza aria. Realizaba experimentos y lanzaba viajes con la intención de probar que las poblaciones nórdicas prehistóricas y mitológicas habían gobernado una vez el mundo.

## Papel en el Holocausto
El papel exacto que el personal de Himmler jugó en el Holocausto ha sido un tema de gran debate con Karl Wolff, quien afirma que el personal era poco más que trabajadores encargados del papeleo que poco o nada tenía que ver con las atrocidades cometidas por las SS. Sin embargo, dado que la mayoría de los deseos y órdenes de Himmler fueron distribuidos por su personal, sigue siendo muy dudoso que Wolff y su oficina no estuvieran al tanto de lo que estaba ocurriendo.
Un ejemplo de ello es la destrucción del gueto de Varsovia, que llegó a colapsar el transporte ferroviario, y en la que Wolff telefoneó al viceministro de Transporte del Reich, el Dr. Albert Ganzenmüller. En una carta posterior fechada el 13 de agosto de 1942, Wolff agradeció a Ganzenmüller su ayuda:
"Noto con particular placer su informe de que durante 14 días un tren ha estado yendo diariamente con miembros de las personas elegidas a Treblinka. Me he puesto en contacto con las agencias participantes, para garantizar una implementación fluida de toda la acción".
Además, Wolff habría recibido copias de todas las cartas de los oficiales de las SS, y sus amigos en ese momento incluyeron al organizador de la "Operación Reinhard" Odilo Globocnik. Por lo tanto, su negación posterior del conocimiento de las actividades del Holocausto puede ser plausible solo en el nivel detallado de las atrocidades cometidas por el régimen nazi.